# روبرت دوسن
روبرت دوسن (29 مارس 1970 في المملكة المتحدة - ) (بالإنجليزية: Robert Dawson)‏ هو لاعب كريكت بريطاني. لعب مع نادي مقاطعة غلوستر للكريكت ‏ وDevon County Cricket Club ‏.

## وصلات خارجية
- روبرت دوسن على موقع إي آس بي آن كريك إنفو (الإنجليزية)